# Rumex togaensis
Rumex togaensis är en slideväxtart som beskrevs av T. Kawahara. Rumex togaensis ingår i släktet skräppor, och familjen slideväxter. Inga underarter finns listade i Catalogue of Life.